# Photo de classe
 (juin 2019).

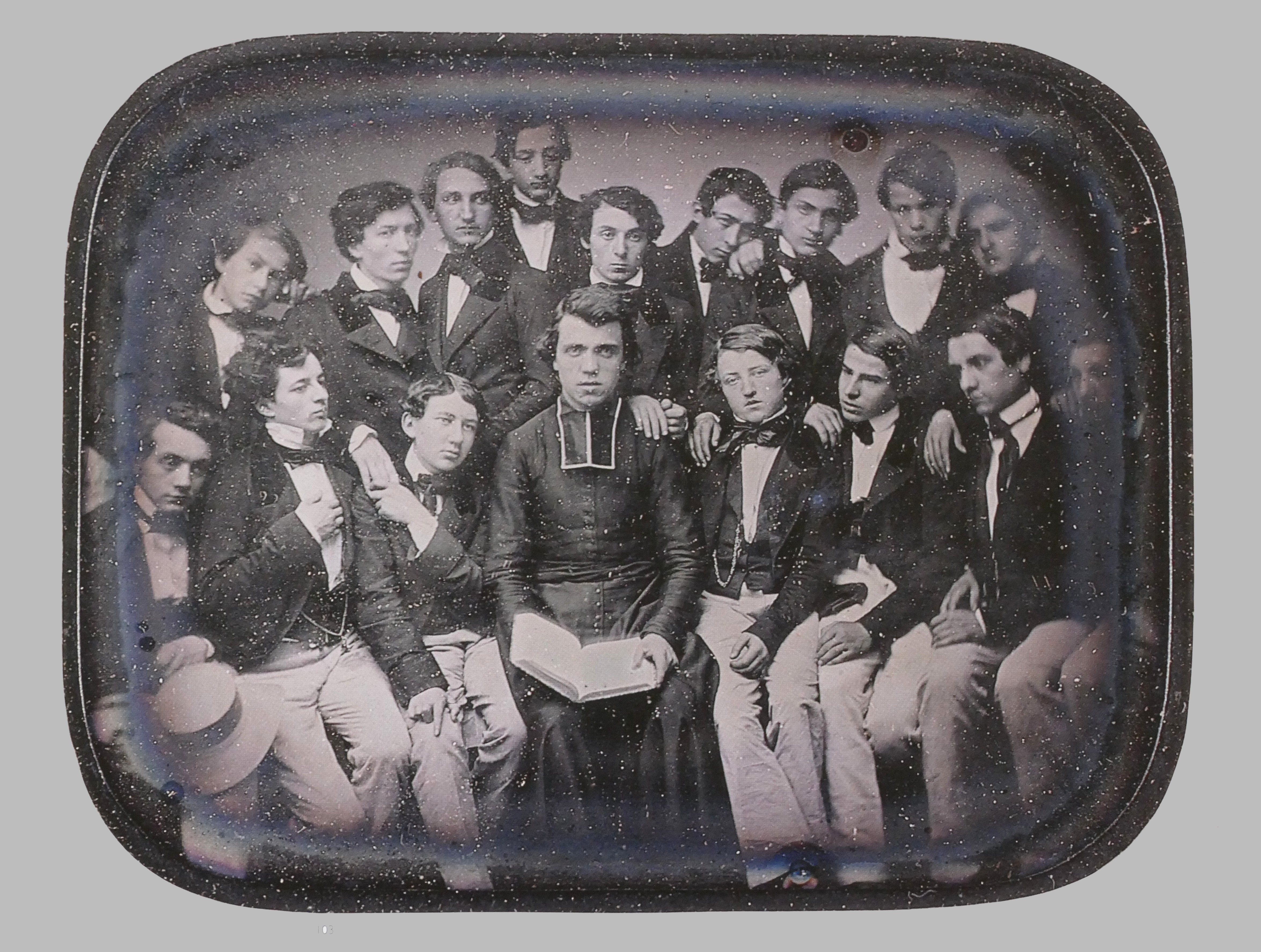
Daguerréotype anonyme vers 1850, une des toutes premières représentations photographiques d'un maître avec ses élèves.

La photo de classe est un phénomène sociologique et historiographique touchant le domaine scolaire apparu autour des années 1860 avec la professionnalisation de la pratique de la Photographie. Il consiste à faire exécuter une photographie de groupe des élèves fréquentant une classe donnée chaque année et de leur proposer ce cliché comme souvenir.

## Historique

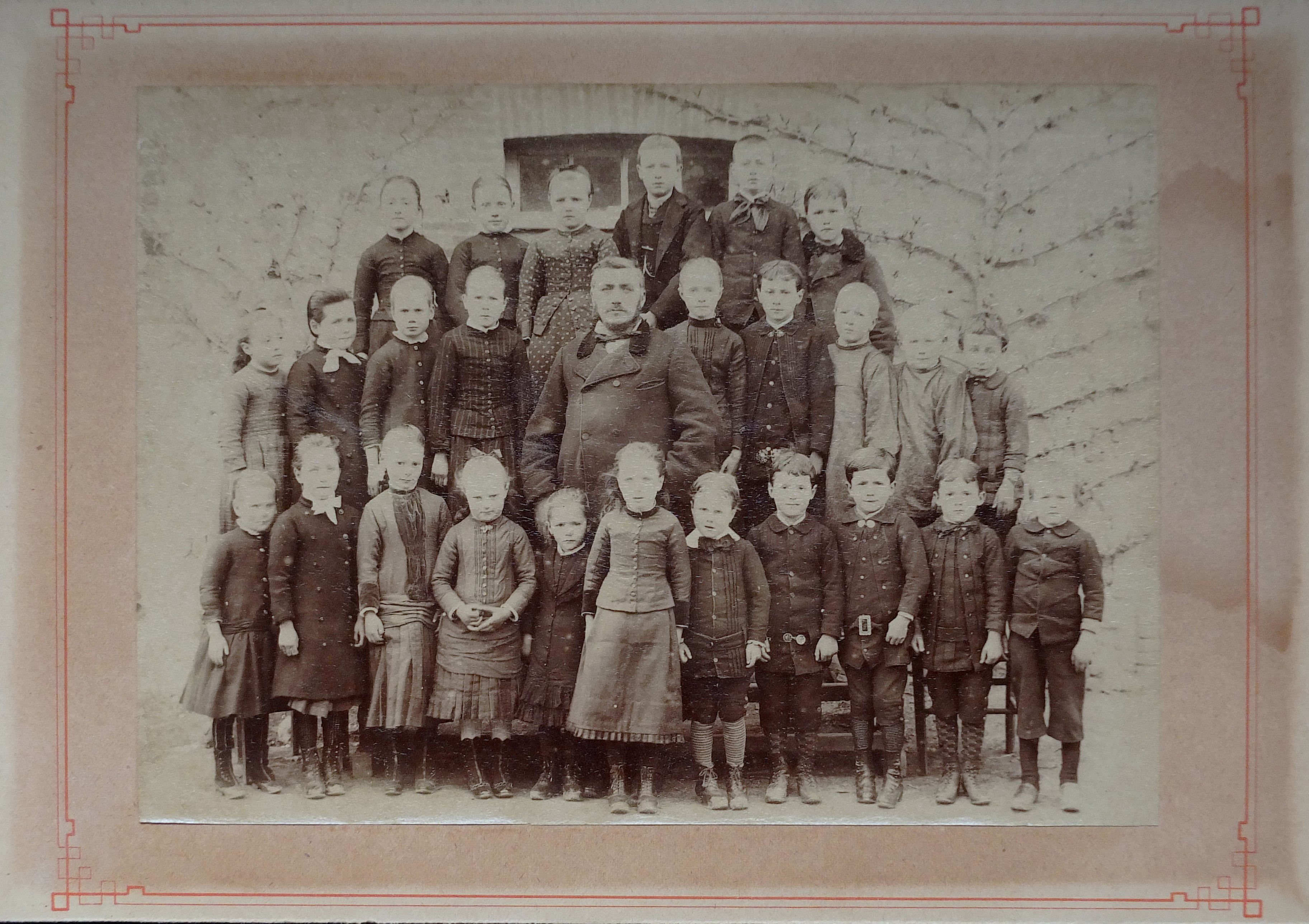
Photo anonyme d'une classe rurale vers 1860.

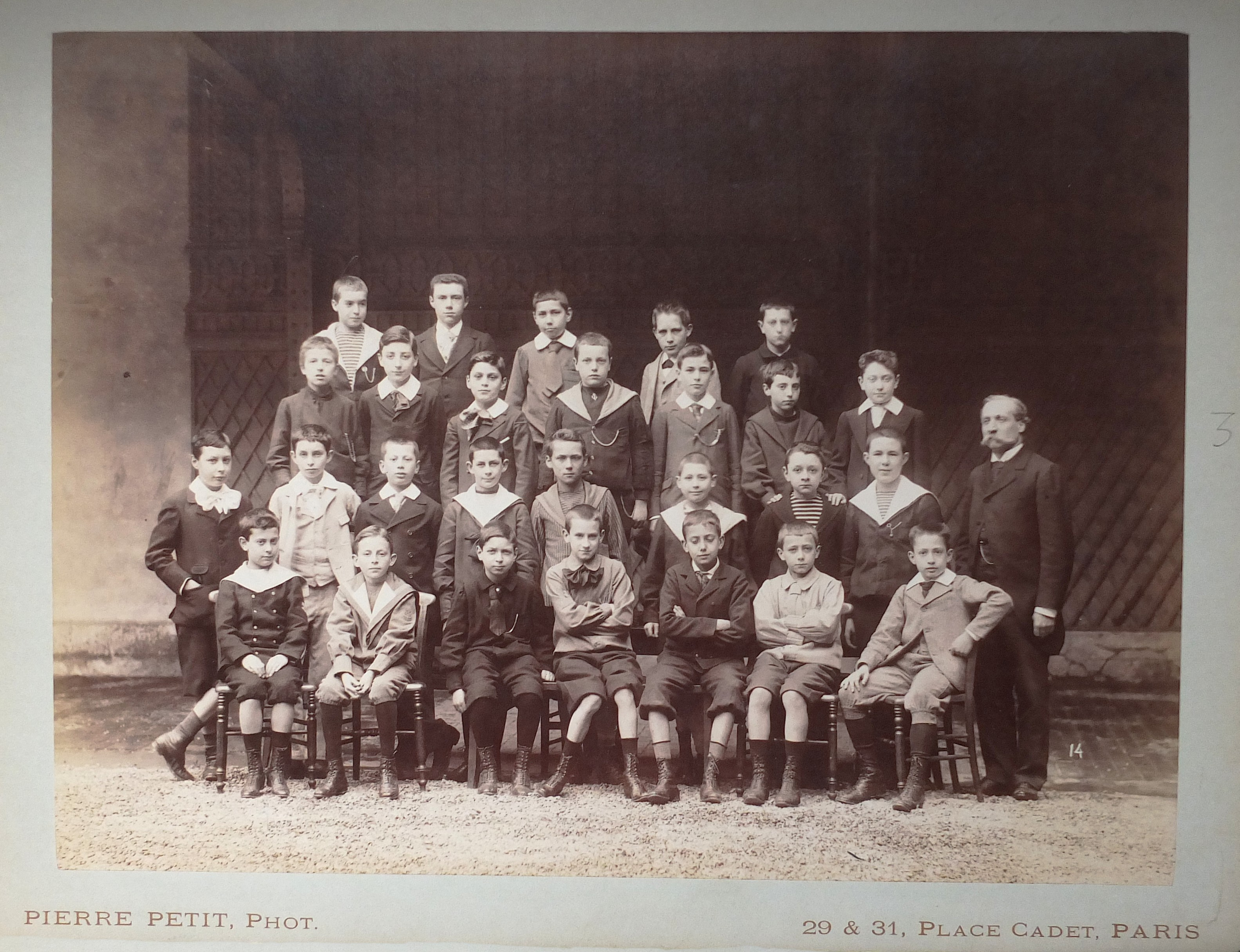
Lycée Condorcet à Paris, classe de 5e, 1897. Photo de Pierre Petit.

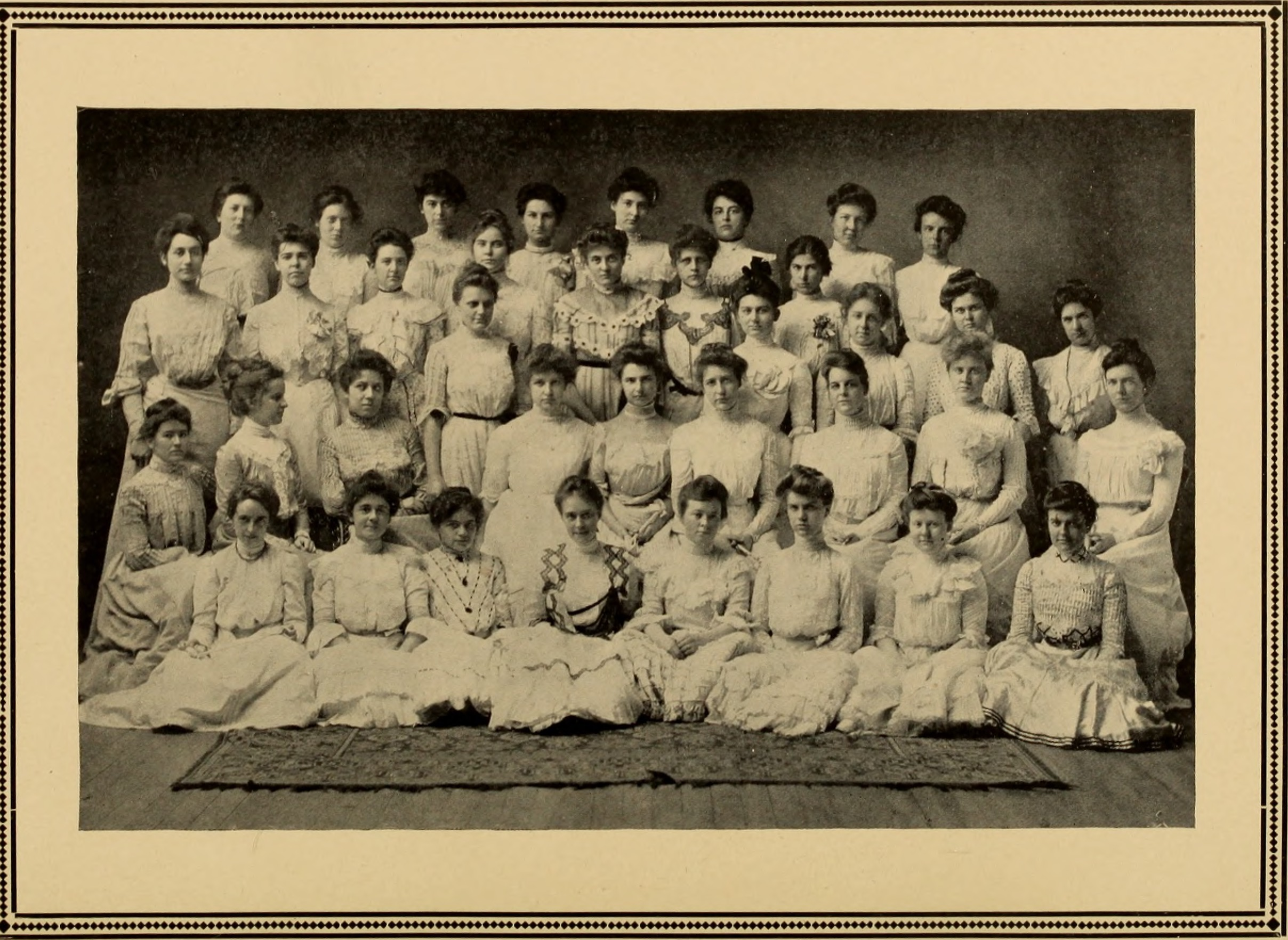
Photo de classe de l'établissement féminin Smith College (États-Unis), en 1902.

La photo de classe en tant que telle apparaît, en France, et simultanément dans la plupart des pays occidentaux et leurs colonies, au plus tôt au début des années 1860, au moment où les progrès techniques de la photographie ont pu suffisamment raccourcir les temps de poses pour permettre d'obtenir une netteté convenable. Les prises de vue sont faites en extérieur pour exploiter au mieux la lumière du jour. Une des photographies les plus célèbres, celle de la classe de l'élève Arthur Rimbaud à l'institution Rossat de Charleville, est datée de 1864.
Plusieurs photographes se spécialisent dans ce domaine, comme Pierre Petit ou Jules David, installé à Levallois, qui fonde dès 1867 une entreprise de photos scolaires et s'associe avec le portraitiste Edmond Vallois vers 1910. Ils couvrent tout le territoire français et font même des photos à l'étranger. La Société David et Vallois existe toujours de nos jours, tout comme la société Tourte et Petitin qui exerce depuis les années 1920. Des petits studios locaux complètent la couverture du territoire.
En 1898, afin de préparer l'exposition universelle de 1900, l'administration de l'Instruction publique demande à de nombreuses écoles de faire prendre des clichés afin d'en organiser l'exposition. Ces photos n'étaient pas à l'époque proposées à l'achat par les élèves. La période 1900-1940 voit un développement important de la photo scolaire, d'abord dans les établissements riches et réputés, puis dans toutes les écoles.
L'âge d'or de la photo de classe se situe entre 1950 et 1980 avec la généralisation de la photographie en  couleurs, période où elle devient une quasi institution. Tolérée par le ministère de l'Éducation nationale, la pratique est cependant règlementée par des circulaires et son impact économique contrôlé par les coopératives scolaires ou autres Caisse des Écoles. Chaque établissement propose des photographies et ces documents sont remis en vogue aujourd'hui grâce à internet et la naissance de sites comme Photo-de-classe.com, Copainsdavant.com ou Trombi.com. Les photos de classe des anciens DOM d'Algérie sont disponibles aux Archives nationales de l'Outre-mer. L'arrivée de la photographie numérique après 1990 freine un peu le phénomène mais ne le fait pas complètement disparaître.

## Éléments iconographiques
La photo de classe est un document dont l'étude permet un grand nombre de constatations et en l'absence de notifications directe de sa date ou de son origine, on peut trouver des indices permettent de situer une époque approximative.
- Entre 1860 et 1882, avant les lois Jules Ferry, beaucoup de photographies des petites classes montrent des groupes mixtes, cela disparaît ensuite avec l’institutionnalisation de l'école publique, pour réapparaître vers les années 1960.
- Le costume enfantin évolue progressivement, le costume marin apparaît vers 1890, les chaussures remplacent les bottines, le pantalon de golf est typique des années 1930. La proportion d'élèves portant des lunettes, pratiquement inexistantes avant 1920, devient de plus en plus importante au fil des années.
- L'attitude et la théâtralisation de la pose évolue : très hiératique, d'aspect sévère et contrainte, elle s'assouplit peu à peu et le sourire apparaît après 1945. Déjà repérable dans les années 1960, l'individualisation et l'originalité de la tenue de l'élève, affranchie du tablier, s'exprime tout à coup au détour de 1968, en une année, la transition est spectaculaire[5].

## Signification sociologique
Christine Charpentier (La Photo de classe, Palimpseste contemporain de l'institution scolaire, éditions L'Harmattan, 2009.) fait une étude détaillée des informations explicites ou implicites contenues dans les photos de classe. Chronologiquement, par leur composition matérielle : choix du lieu de la prise de vue, mise en scène et pose des élèves, évolution des costumes et sociologiquement, pour une même ville et au même moment, par comparaison des différences visibles entre les établissements publics et les écoles privées ou entre différents quartiers d'une même localité. Directrice du Musée national de l'Éducation (MUNAÉ), Delphine Campagnolle souligne que « c’est un objet très symbolique, à mi-chemin entre l’école et la sphère privée, car ces images sont très souvent conservées, voire transmises au sein d’une famille ».

## Autour du thème de laphoto de classe

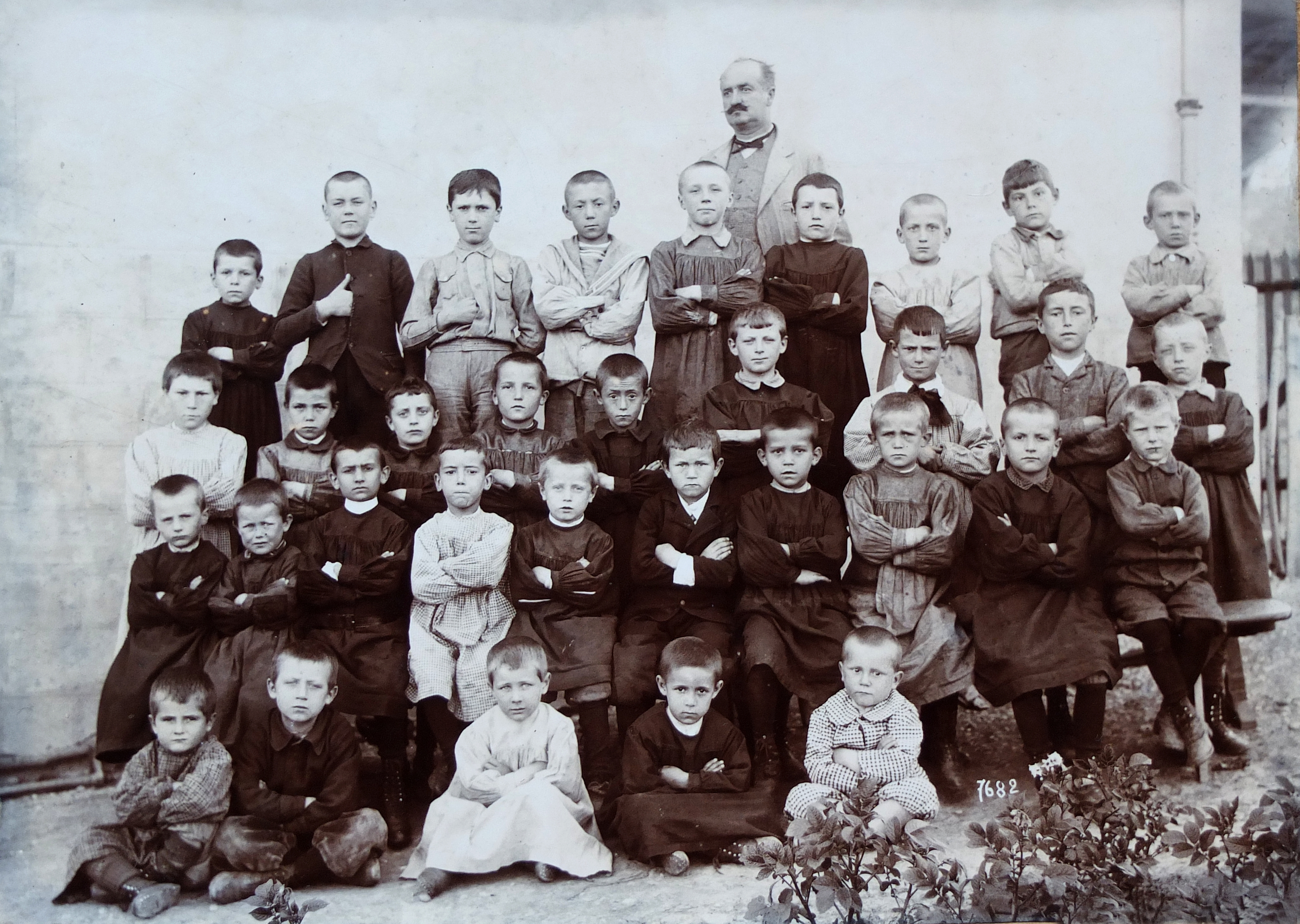
Vers 1890, une école de la région de Nancy, tabliers et attitude sérieuse.

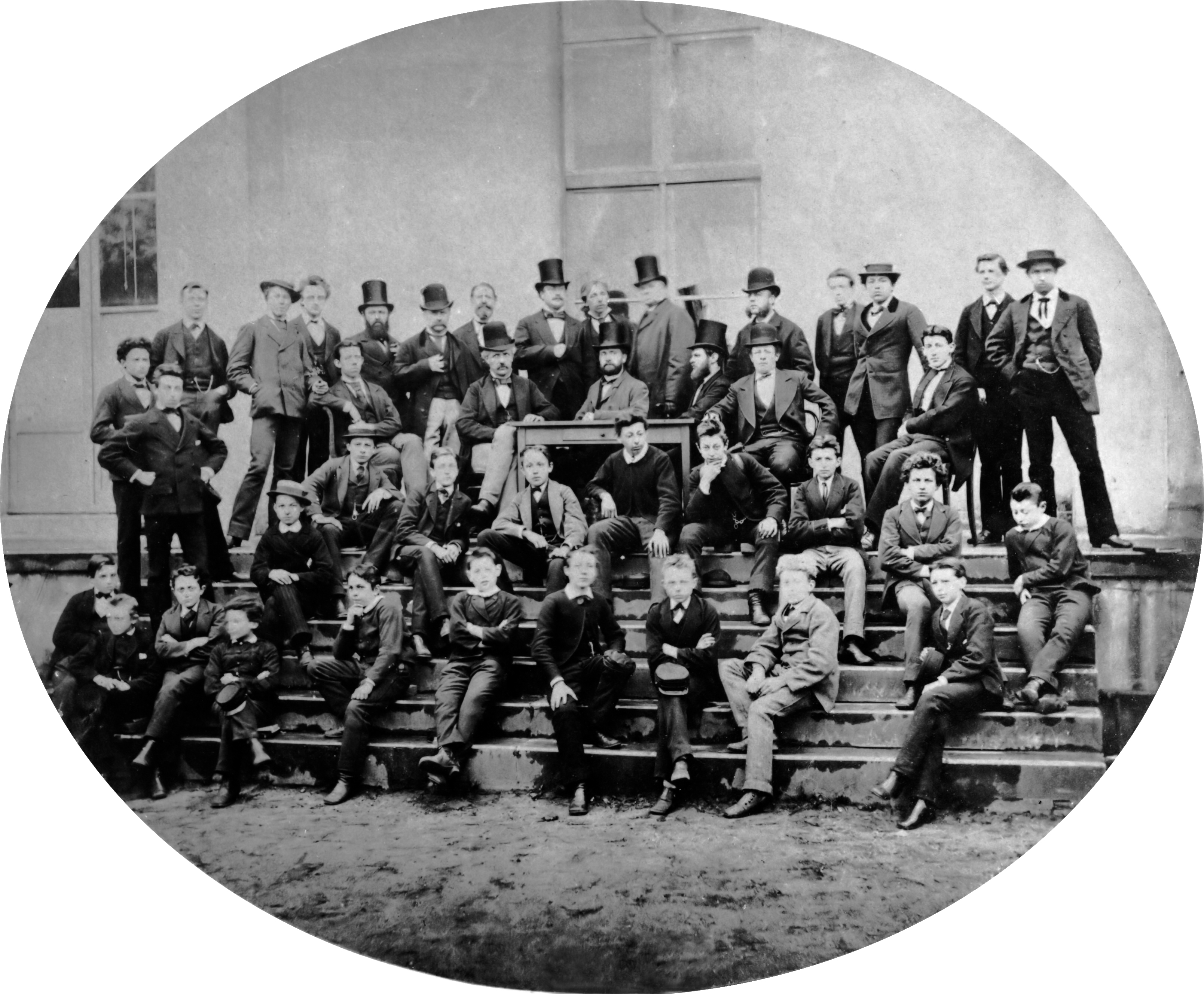
Vincent Van Gogh élève à l'école supérieure Koning Willem II de Tilburg, 1866. (1er rang, troisième depuis la droite)

Grâce à son pouvoir d'évocation nostalgique, le thème de la photo de classe a été assez souvent exploité dans différentes œuvres :
- dans la littérature :
  - Photo de classe, roman de Jean-Pierre Enard, éditions Grasset, 1979.
  - La Photo de classe, roman de Didier Cornaille, éditions Pygmalion, 2007,  (ISBN 9782812900532)
  - Sur la photo de classe, souvenirs de Noam Soulat, éditions Calman-Lévy, 2008.
  - des épisodes de séries animées comme South Park, des bandes dessinées ou livres pour la jeunesse, des épisodes de séries télévisées, sont intitulés La Photo de classe.
- au cinéma :
  - Claude Ventura réalise en 2013 un documentaire de 85 minutes : Les Garçons de Rollin[7] basé sur l'évocation du destin des élèves figurant sur des photos de classe des années 1938-1943 au lycée Rollin, certains feront de la résistance, d'autres seront collaborateurs.
  - dans Mortelle Randonnée (1983) de Claude Miller, une photo de classe est l'indice qui revient constamment au centre des recherches entreprises par le héros qui recherche sa petite fille disparue.
  - dans Les Diaboliques (1955), de Henri-Georges Clouzot, où l'épisode de la prise de vue de la photo à l'école enrichit l'intrigue.
  - on peut aussi citer : Gribouille (1937), de Marc Allégret, Histoire d'Adrien (1980), de Jean-Pierre Denis, les Choristes (2004) de Christophe Barratier, ou Paris (2008), de Cédric Klapisch[8].

## Exposition
- Portraits de classe, portrait classe !, au musée national de l'éducation à Rouen, du 10 juin 2017 au 31 décembre 2018[9].